# Happsoc I
Happsoc I – happening pomysłu Alexa Mlynarčíka, Stana Filki i Zity Kostrovej z 1965 roku.

## Opis i interpretacja
1 maja 1965 roku trójka słowackich artystów opublikowała manifest zapowiadający tygodniowy happening, który odbędzie się w Bratysławie pomiędzy 1 a 9 maja tego roku. Na mocy decyzji artystów, dziełem sztuki zostało samo miasto Bratysława.
Artyści rozesłali manifest w formie zaproszenia do 400 wybranych osób. Wymienili w nim 23 typy obiektów wraz z ich liczbą, jakie można znaleźć w Bratysławie, np. 142090 latarni ulicznych, 128729 anten telewizyjnych, 138936 kobiet, 128727 mężczyzn, 49991 psów, 6 cmentarzy, 1 Dunaj itd. Klamrę czasową wydarzenia wyznaczają dwa ówczesne czechosłowackie święta, bardzo ważne dla państwowej propagandy: Święto Pracy i Dzień Zwycięstwa. Goście zostali zaproszeni do dwoistego odbioru życia miasta: jako kreowanej przez władze rzeczywistości oraz jako gotowego dzieła sztuki – totalnego ready-made. Tym samym artyści poszerzyli zakres tego, co może zostać uznane za dzieło sztuki, jednocześnie podważając znaczenie indywidualnego autorstwa dzieła. Nazwa akcji jest skrótowcem utworzonym na sposób socjalistycznej nowomowy, wywodzącym się od słów happening i socjalizm. Nieprecyzyjność neologizmu umożliwia jednak jego alternatywne rozwinięcia takie jak: happy society (szczęśliwe społeczeństwo), happy socialism (szczęśliwy socjalizm) czy sociological happening (happening socjologiczny). W zależności od wybranego tłumaczenia, wydarzenie może być interpretowane bardziej jako sarkazm wymierzony w socjalistyczną propagandę lub przemyślany eksperyment społeczny. Zdaniem brytyjskiej historyczki sztuki Claire Bishop, możliwe jest też nieironiczne odczytanie tytułu szczęśliwy socjalizm jako aprobata dla bardziej liberalnej wersji komunizmu w Słowackiej Republice Socjalistycznej. Sami autorzy nie sugerowali żadnej interpretacji dzieła. Dystansowali się natomiast od określenia ich dzieła mianem happeningu, podkreślając, że przedmiotem ich pracy była rzeczywistość niepoddana żadnej stylizacji artystycznej. Intencją Alexa Mlynarčíka, wielokrotnie podkreślaną przez niego samego, było natomiast dążenie do całkowitego stopnienia się życia ze sztuką. Historyk sztuki Boris Grojs stwierdza, że wydarzenie słowackich artystów potwierdza jego tezę, jakoby społeczeństwo socjalistyczne było totalnym dziełem sztuki samym w sobie.
Poprzez swoją decyzję, artyści wyodrębnili fragment rzeczywistości i nadali mu status dzieła sztuki, każąc spojrzeć na niego z innej perspektywy. Życie w socjalistycznym państwie jawi się tu jako gotowy spektakl, osobliwie w okresie pomiędzy dwoma ważnymi świętami państwowymi, kiedy na ulicach wywieszone są flagi, odbywają się marsze etc. Ten pogląd nie jest jednak rodzimy dla bloku wschodniego. Alex Mlynarčík wywodził go wprost z założenia Nowych Realistów (Arman, Christo, Niki de Saint Phalle, César Baldaccini), których poznał rok wcześniej podczas podróży do Paryża. Francuski ruch artystyczny dokonywał w swej twórczości zawoalowanej krytyki społeczeństwa spektaklu.
Jako dokumentację happeningu autorzy Happsoc prezentują wspomniany wyżej manifest oraz dwie fotografie, przedstawiające manifestacje z okazji Święta Pracy i Dnia Wyzwolenia. Claire Bishop w swojej pracy pt. Sztuczne piekła zauważa, że skromna dokumentacja słowackich artystów kontrastuje z podejściem czeskich autorów z tego samego okresu. O ile ci pierwsi skupiali się na samej akcji, to ci drudzy kładli nacisk na jej atrakcyjne wizualne udokumentowanie, które służyło potem jako wtórne dzieło sztuki. Bishop zwraca też uwagę, że ostatecznie jako dokumentacja Happsoc może posłużyć jakakolwiek fotografia wykonana między 2 a 9 maja 1965 roku w Bratysławie. Na potrzeby wirtualnej wystawy Tranzit Hungary Public Benefit Association (działającej od 2002 roku), współautor happeningu Stano Filko użyczył właśnie takich losowych fotografii. Zdaniem historyka sztuki Jindřicha Chalupeckýego, podejście autorów do ich dzieła jest zbieżne z założeniami sztuki konceptualnej, która pojawiła się dopiero później. Same fotografie antycypują z kolei sposób typowy dla dokumentowania sztuki zaangażowanej społecznie na początku XXI wieku.
Jeszcze w tym samym roku artyści zaprezentowali kolejny happening z serii pt. Happsoc II, zaś w kolejnym w kolejnym roku Stano Filko dokonał zawłaszczanie jako ready-made całego terytorium Czechosłowacji w akcji pt. Happsoc III. W ostatnim wydarzeniu z cyklu pt. Happsoc IV (1967) Filko nakłania odbiorców do podróży w kosmos, w miarę indywidualnych możliwości fizycznych i mentalnych. 
Kilka egzemplarzy manifestu Happsoc I znajduje się w kolekcji wirtualnego Muzeum Awangardy fundacji kolekcjonera sztuki Marinko Sudaca, którego fizyczna baza znajduje się w Zagrzebiu. Dokumentacja happeningu, obejmująca zaproszenie, manifest, opis i kilka fotografii jest także prezentowana na wystawie wirtualnej organizacji Tranzit Hungary Public Benefit Association, dzięki uprzejmości Stana Filko. W kolekcji Tate Britain znajduje się dokumentacja cyklu sporządzona przez Stana Filko, zebrana w albumie pt. Associations (1967-70). W 1996 roku wyłożył on swoją koncepcję cyklu w filmie krótkometrażowym pt. Happsoc w reżyserii Kveto Hecki.